# HMS Fifi

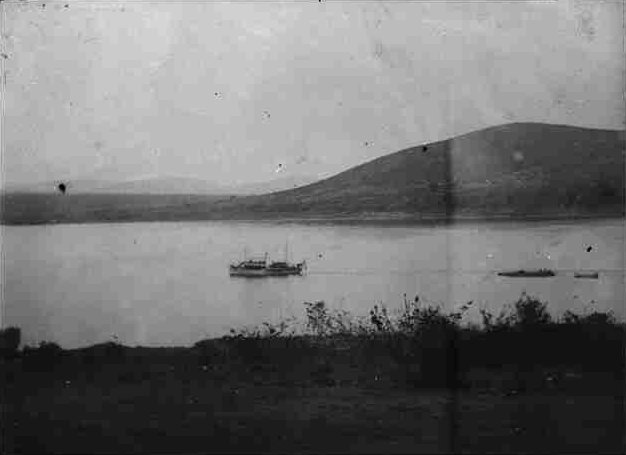
Kingani på Tanganyikasjön.

HMS Fifi, tidigare SMS Kingani, var en bestyckad propellerångare, som erövrades från den kejserliga tyska flottan av Royal Navy i december 1915 under slaget om Tanganyikasjön och som därefter enrollerades i Royal Navy.

## Tidig historik
Kingani var en av två propellerångare, som byggdes av Meyer-Werft i Papenburg i Tyskland 1893–1894 för att tjänstgöra som tullkryssare i Tyska Östafrika. Fartygen var 17,5 meter långa och hade ett deplacement på 45 ton. De drevs av en ångmaskin på 85,5 ihp med en ångpanna på 30 kubikmeter och tio atmosfärers tryck. De kunde gå i 9,4 knop och hade en besättning på ett befäl och sju man. De var från början bestyckade med en 47 millimeters Hotchkiss-kanon.
Kingani tjänstgjorde för den tyska tullen på Tanganyikasjön till 1913, då hon överfördes till Ostafrikanische Eisenbahn-Gesellschaft. Den 10 november 1914 övertogs hon och postångaren Hedwig von Wissmann av den tyska marinen för patrulltjänst på Tanganyikasjön.  
Den tyska flottstyrkan på Tanganyikasjön under första världskriget, vilken opererade från Kigoma, bestod från början av Kingani och Hedwig von Wissmann och förstärktes i juni med 1.200-tonnaren SMS Götzen, så småningom beväpnad också med en tung, 10,5 centimeters fartygskanon från den sönderskjutna kryssaren SMS Königsberg. De  tyska fartygen hade full kontroll över sjön, efter det att tyskarna hade skadat och tagit ur bruk den belgiska ångaren Alexandre del Commune redan en kort tid efter krigets början. Därmed hindrades effektivt Ententen att invadera Tyska Östafrika västerifrån, i och med att tyskarna snabbt kunde flytta trupper mellan olika platser utmed den 67 mil långa sjön. 
För att bryta den tyska dominansen över Tanganyikasjöns vatten beslöt det brittiska amiralitetet i april 1915 att organisera en expeditionskår för att upprätta en flottstation vid dåvarande Albertville, nuvarande Kalemie, på sjöns västra strand. Denna expedition genomfördes lyckosamt under utomordentligt besvärliga omständigheter, och anlände till Tanganyikasjön i slutet av oktober 1915.

## Erövringen av SMS Kingani
SMS Kingani hade sänts på rekognoseringstur till Albertville redan i början av december 1915 för att undersöka rykten om fartygsbyggen, vid en tidpunkt då Mimi och Toutou ännu inte sjösatts utan byggandet av en hamnpir fortfarande pågick. Vid detta tillfälle hade fartygsbefälhavaren Job Rosenthal slutligen själv, efter att ha tagit sig i land, kunnat konstatera att britterna hade lyckats förflytta två stridsbåtar till Tanganyikasjön, men han misslyckades att få ett rendez-vous med sitt eget fartyg och togs tillfånga. Han fick tillfälle att foga ett osynligt meddelande om detta i en lapp till den tyske flottbefälhavaren Gustav Zimmer i Kigoma, men meddelandet mottogs först efter två månader, då det var för sent att agera på.
När SMS Kingani återkom från Kigoma på en andra rekognoseringstur söderut den 26 december, hade Mimi och Toutou just sjösatts, provkörts och deras kanoner provskjutits. Efter det att Kingani passerat hamnen, och de allierade kunde avskära hennes reträtt, satte Mimi och Toutou, tillsammans med en beväpnad belgisk motoriserad pråm, ut för att beskjuta Kingani bakifrån och från sidorna. Kingani hade bara en tung pjäs, och denna kunde endast avfyras över bogen, liksom var fallet med Mimis och Toutous kanoner.
Kingani, nu under befäl av fänriken Junge, kunde inte köra ifrån motorbåtarna och kunde inte använda sin kanon utan att vända om fartyget och rikta in det mot någon av de brittiska stridsbåtarna åt gången. Till slut fick ett av de brittiska fartygen en direkt träff, varvid Junge och två andra officerare omkom vid granatexplosionen ombord. Efter ytterligare träffar strök Kingani flagg efter att ha fattat eld och börjat ta in vatten. Mimi råkade ramma Kingani i hög hastighet vid bordningen. Kingani togs därefter in till den brittiska flottbasen i hamnen i Kalamie.
Efter det att skrovet på Kingani lagats, togs hon in i den brittiska flottstyrkan som HMS Fifi, namngiven av den brittiska eskaderchefen Geoffrey Spicer-Simson. Han förklarade att namnet var den onomatopoetiska beteckningen på fågelkvitter på franska. Hennes kanon flyttades till aktern och i fören monterades i stället en kraftigare kanon från det belgiska strandbatteriet.

## Attacken motSMS Hedwig von Wissmann
Tyskarna, som fortfarande var obekanta om den brittiska flottstyrkans existens, trodde att Kingani blivit beskjuten av det belgiska strandbatteriet i Kalemie och skickade i mitten av januari 1916 ut Hedwig von Wissmann att rekognosera. Britterna var då inte klara med återställandet av sina fartyg efter attacken på Kingani. Hedwig von Wissmann återkom den 8 februari. Fifi under befäl av Geoffrey Spicer-Simson, Mimi och två belgiska båtar tog till sjöss, denna gång utan att avvakta att det tyska fartyget passerat hamnen. 
Den tyska befälhavaren Job Odebrecht (1892–1982) vände inte omedelbart, men efter ett tag. Fifi öppnade eld med sin kraftiga, nymonterade förliga kanon, vilket gjorde att hon fick tvärstopp och Hedwig von Wissmann kunde öka avståndet till Fifi. Mimi kunde dock lätt komma ifatt och beskjuta det tyska fartyget med sin 47-millimeterskanon, vilken hade längre räckvidd än Hedwig von Wissmanns aktermonterade vapen. Odebrecht var därför tvungen att vända Hedwig von Wissmann för att beskjuta Mimi, och detta tillät Fifi att komma ifatt. Alla fartygs skott missade till dess Geoffrey Spicer-Simson på Fifi fick in en träff i skrovet med sin näst sista tillgängliga granat. Den tyske befälhavaren Odebrecht beordrade då att fartyget skulle överges och lät sänka skeppet med sprängämnen. De brittiska fartygen plockade upp de överlevande från Hedwig von Wissmann.
Följande dag syntes Goetzen ute på sjön på utkik efter Hedwig von Wissmann, men Geoffrey Spicer-Simson avstod från angripa och en stiltje i sjöstriderna uppstod. Goetzen sänktes i juli samma år, när Ententens trupper närmade sig Kigoma, varefter Storbritannien och Belgien fick full kontroll över sjön.

## De sista åren
Fifi tjänstgjorde efter världskrigets slut för den brittiska förvaltarskapsregeringen med Kigoma som bas som passagerar- och fraktfartyg fram till 1924. Hon bedömdes då inte längre sjövärdig och sänktes fem kilometer utanför Kigoma på ungefär 65 meters djup.